# Hannonville-sous-les-Côtes
Hannonville-sous-les-Côtes ist eine französische Gemeinde mit 546 Einwohnern (Stand: 1. Januar 2022) im Département Meuse in der Region Grand Est (bis 2015: Lothringen). Sie gehört zum Arrondissement Verdun und zum Kanton Étain.

## Geografie
Hannonville-sous-les-Côtes liegt etwa 24 Kilometer südöstlich von Verdun und etwa 38 Kilometer westsüdwestlich von Metz in der Landschaft Woëvre. Hier entspringt der Fluss Longeau. Umgeben wird Hannonville-sous-les-Côtes von den Nachbargemeinden Herbeuville im Nordwesten und Norden, Saint-Hilaire-en-Woëvre im Norden, Doncourt-aux-Templiers im Nordosten, Avillers-Sainte-Croix und Thillot im Osten, Saint-Maurice-sous-les-Côtes im Osten und Südosten, Lamorville im Süden, Dompierre-aux-Bois im Südwesten sowie Dommartin-la-Montagne im Südwesten und Westen.

## Bevölkerungsentwicklung
| Jahr                       | 1962 | 1968 | 1975 | 1982 | 1990 | 1999 | 2006 | 2013 | 2019 |
| Einwohner                  | 438  | 410  | 416  | 426  | 504  | 534  | 598  | 630  | 552  |
| Quellen: Cassini und INSEE |      |      |      |      |      |      |      |      |      |

## Sehenswürdigkeiten
- Kirche Saint-Martin, 1829 erbaut
- ehemalige Kapelle, heute Privatwohnung
- Schloss
- Ökomuseum

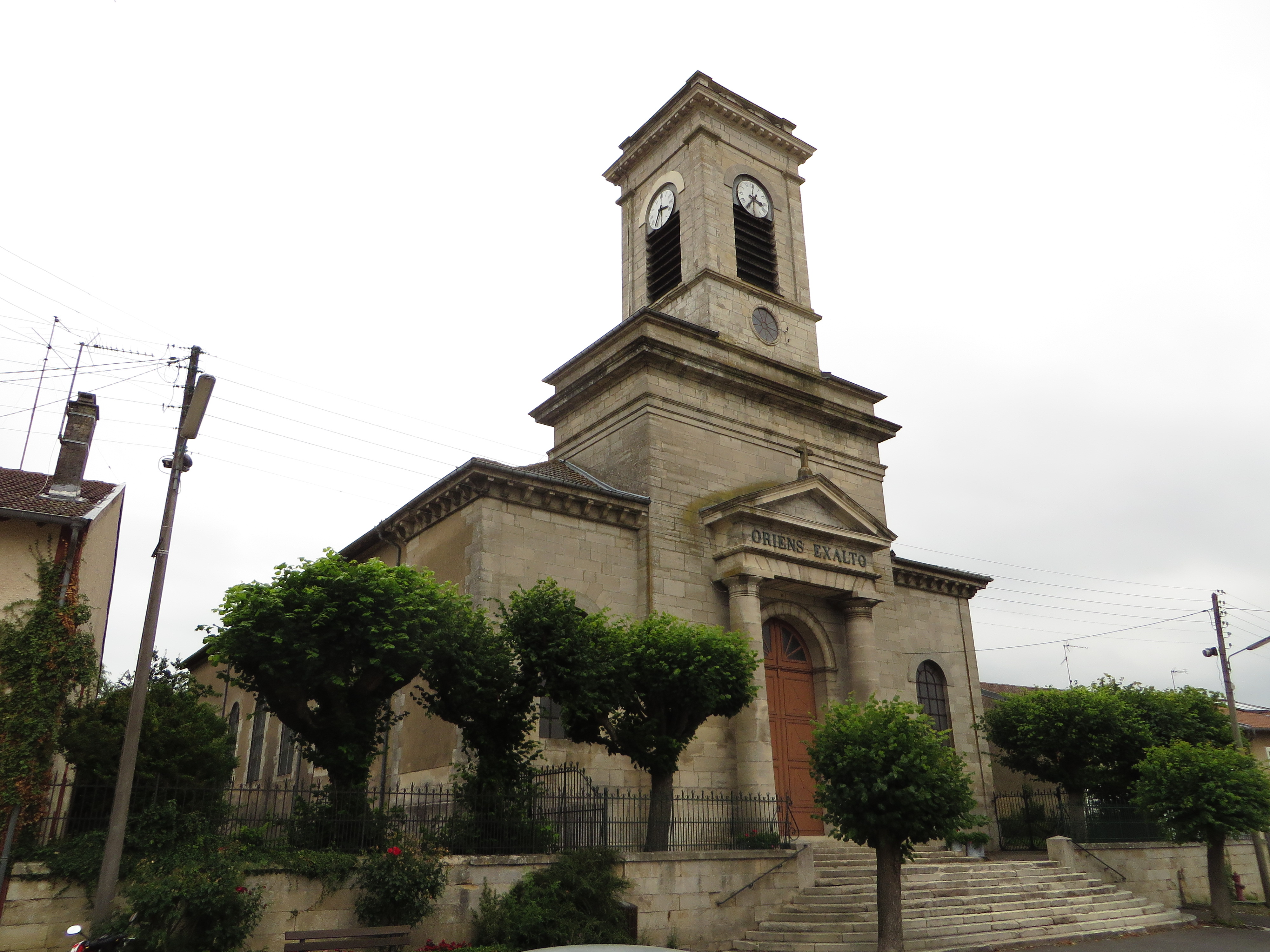
Kirche Saint-Martin
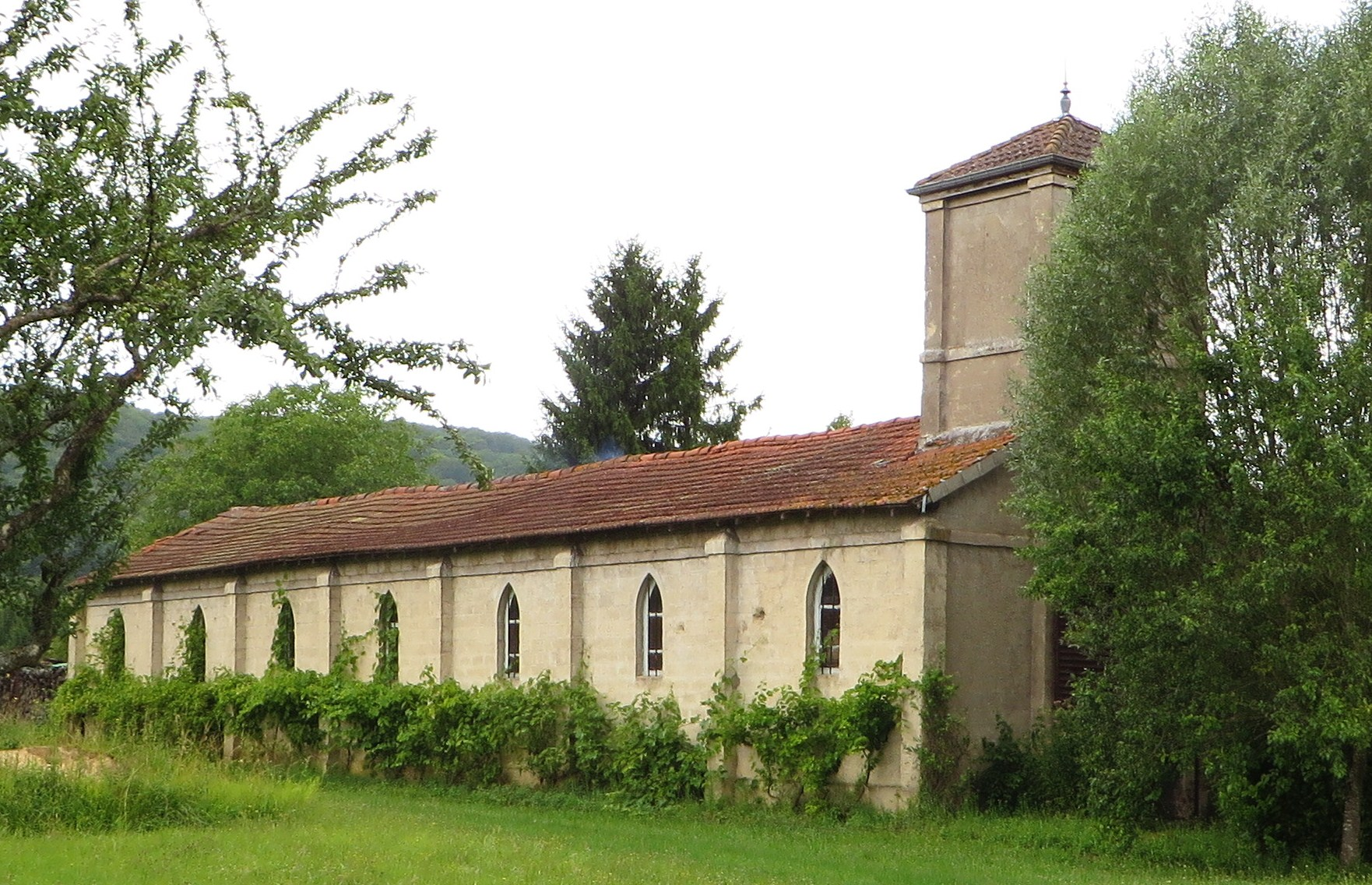
Ehemalige Kapelle

## Gemeindepartnerschaft
Mit der Gemeinde Houdreville im Département Meurthe-et-Moselle besteht eine Partnerschaft.